# Walter Perón
Walter Perón Allegro (ur. 30  września 1929 w Limie) – peruwiański strzelec, olimpijczyk. 
Startował na igrzyskach w 1968 roku (Meksyk) i 1980 roku (Moskwa). W Meksyku zajął 48. miejsce w trapie, a w Moskwie uplasował się na 40. miejscu w skeecie.

## Wyniki olimpijskie
| Igrzyska | Konkurencja | Wynik       | Miejsce | Źródło |
| -------- | ----------- | ----------- | ------- | ------ |
| IO 1968  | Trap        | 175 punktów | 48.     | [ 1 ]  |
| IO 1980  | Skeet       | 181 punktów | 40.     | [ 2 ]  |